# Романово (Славновське сільське поселення, Калінінський район)
Романово (рос. Романово) — присілок в Калінінському районі Тверської області Російської Федерації.
Населення становить 25 осіб. Входить до складу муніципального утворення Славновське сільське поселення.

## Історія
Від 2005 року входить до складу муніципального утворення Славновське сільське поселення.

## Населення
| 1859 | 1886 | 2002 | 2010 |
| ---- | ---- | ---- | ---- |
| 225  | ↘208 | ↘29  | ↘25  |